# Garden Party (film)
Garden Party is een Amerikaanse film uit 2008 onder regie van Jason Freeland.

## Rolverdeling
- Vinessa Shaw - Sally
- Willa Holland - April
- Lisa Arturo - Aprils moeder
- Tadhg Kelly - John
- Jake Richardson - Kevin
- Ross Patterson - Joey Zane
- Jennifer Lawrence - Tiffany "Tiff"